# Italian Open 2020
Italian Open 2020 var den 77:e upplagan av Italian Open, en tennisturnering i Rom, Italien. Turneringen var en del av Masters 1000 på ATP-touren 2020 och Premier 5 på WTA-touren 2020. Den spelades utomhus på grus mellan den 14–21 september 2020.

## Mästare

### Herrsingel
- *  Novak Djokovic besegrade  Diego Schwartzman 7–5, 6–3.

Det var Djokovic 81:a singeltitel på ATP-touren och årets fjärde titel.

### Damsingel
- Simona Halep besegrade  Karolína Plíšková, 6–0, 2–1, utgick.

Det var Haleps 22:a singeltitel på WTA-touren och årets tredje titel. 

### Herrdubbel
- Marcel Granollers /  Horacio Zeballos besegrade  Jérémy Chardy /  Fabrice Martin, 6–4, 5–7, [10–8].

Det var Granollers 21:a dubbeltitel på ATP-touren och årets tredje titel. Det var Zeballos 16:e dubbeltitel på ATP-touren och årets tredje titel. Det var även deras fjärde titel tillsammans som ett dubbelpar.

### Damdubbel
- Hsieh Su-wei /  Barbora Strýcová besegrade  Anna-Lena Friedsam /  Raluca Olaru, 6–2, 6–2

Det var Hsiehs 28:e dubbeltitel på WTA-touren och årets fjärde titel. Det var Strýcovás 31:e dubbeltitel på WTA-touren och årets fjärde titel. Det var även deras 9:e titel tillsammans som ett dubbelpar.